# Каландаров, Гаиб Назарович
Гаиб Назарович Каландаров — советский журналист и политический деятель.

## Биография
Родился в 1925 году в кишлаке Майдан. Член КПСС.
Участник Великой Отечественной войны: комсорг 2-го стрелкового батальона 473-го стрелкового полка 154-й стрелковой дивизии.
В 1960—1967 гг. — специальный корреспондент газеты «Правда» в Таджикской ССР.
В 1973—1977 гг. — главный редактор республиканской газеты «Совет Тожикистони».
В 1977—1988 гг. — председатель Государственного комитета Таджикской ССР по телевидению и радиовещанию.
Избирался депутатом Верховного Совета Таджикской ССР 9-11-го созывов.
Умер в 2009 году в Санкт-Петербурге.

## Награды
- Орден Отечественной войны I степени (06.04.1985)
- Орден Отечественной войны II степени (15.02.1945)
- Орден Трудового Красного Знамени (09.09.1971, 1981)
- Орден Красной Звезды (18.08.1944)
- Орден Знак Почёта (04.05.1962)